# Grand Prix Japonii 1977
Grand Prix Japonii 1977 (oryg. Japanese Grand Prix) – ostatnia runda Mistrzostw Świata Formuły 1 w sezonie 1977, która odbyła się 23 października 1977, po raz drugi na torze Fuji International Speedway.
12. Grand Prix Japonii, drugie zaliczane do Mistrzostw Świata Formuły 1.

## Klasyfikacja
| Legenda oznaczeń w tabelach wyników Wyświetl szablon na nowej stronie | Legenda oznaczeń w tabelach wyników Wyświetl szablon na nowej stronie                                                                     |
| Oznaczenie                                                            | Wyjaśnienie |
| --------------------------------------------------------------------- | --- |
| Złoty                                                                 | Zwycięzca lub mistrzostwo |
| Srebrny                                                               | 2. miejsce lub wicemistrzostwo |
| Brązowy                                                               | 3. miejsce lub II wicemistrzostwo |
| Zielony                                                               | Ukończył, punktował (w klasyfikacji generalnej, gdy zdobył co najmniej jeden punkt na przestrzeni sezonu, poza trzema powyższymi opcjami) |
| Niebieski                                                             | Ukończył, nie punktował (w klasyfikacji generalnej, gdy nie zdobył co najmniej jednego punktu na przestrzeni sezonu)                      |
| Czerwony                                                              | Nie zakwalifikował się (NZ) |
| Czerwony                                                              | Nie prekwalifikował się (NPK) |
| Różowy                                                                | Nie ukończył (NU) |
| Różowy                                                                | Niesklasyfikowany (NS) (w klasyfikacji generalnej, gdy nie został sklasyfikowany w żadnym wyścigu sezonu)                                 |
| Czarny                                                                | Zdyskwalifikowany (DK) |
| Czarny                                                                | Wykluczony (WYK/EX) |
| Biały                                                                 | Nie wystartował (NW) |
| Biały                                                                 | Kontuzjowany (K/INJ) |
| Biały                                                                 | Wyścig odwołany (OD/C) |
| Bez koloru                                                            | Został wycofany (WYC/WD) |
| Bez koloru                                                            | Nie przybył (NP/DNA) |
| Bez koloru                                                            | Nie brał udziału w treningach (NT/DNP) |
| Bez koloru                                                            | Nie został zgłoszony (–) |
| Pogrubienie                                                           | Start z pole position |
| Kursywa                                                               | Najszybsze okrążenie wyścigu |
| †                                                                     | Nie ukończył, ale jego rezultat został zaliczony ze względu na przejechanie więcej niż 90% dystansu wyścigu.                              |
| *                                                                     | Sezon w trakcie |
| 1/2/3                                                                 | Punktowana pozycja w sprincie kwalifikacyjnym                                                                                             |
| Lista systemów punktacji Formuły 1                                    | |

| Poz. | Nr. | Kierowca            | Konstruktor        | Okrążeń | Czas/powód NU | Poz. start. | Punktów |
| ---- | --- | ------------------- | ------------------ | ------- | ------------- | ----------- | ------- |
| 1    | 1   | James Hunt          | McLaren-Ford       | 73      | 1:31:51.68    | 2           | 9       |
| 2    | 12  | Carlos Reutemann    | Ferrari            | 73      | +1:02.45      | 7           | 6       |
| 3    | 4   | Patrick Depailler   | Tyrrell-Ford       | 73      | +1:06.39      | 15          | 4       |
| 4    | 17  | Alan Jones          | Shadow-Ford        | 73      | +1:06.61      | 12          | 3       |
| 5    | 26  | Jacques Laffite     | Ligier-Matra       | 72      | Brak paliwa   | 5           | 2       |
| 6    | 16  | Riccardo Patrese    | Shadow-Ford        | 72      | +1 okrążenie  | 13          | 1       |
| 7    | 8   | Hans-Joachim Stuck  | Brabham-Alfa Romeo | 72      | +1 okrążenie  | 4           |         |
| 8    | 19  | Vittorio Brambilla  | Surtees-Ford       | 71      | +2 okrążenia  | 9           |         |
| 9    | 50  | Kunimitsu Takahashi | Tyrrell-Ford       | 71      | +2 okrążenia  | 22          |         |
| 10   | 20  | Jody Scheckter      | Wolf-Ford          | 71      | +2 okrążenia  | 6           |         |
| 11   | 52  | Kazuyoshi Hoshino   | Kojima-Ford        | 71      | +2 okrążenia  | 11          |         |
| 12   | 9   | Alex Ribeiro        | March-Ford         | 69      | +4 okrążenia  | 23          |         |
| NU   | 6   | Gunnar Nilsson      | Lotus-Ford         | 63      | Skrz. biegów  | 14          |         |
| NU   | 22  | Clay Regazzoni      | Ensign-Ford        | 43      | Silnik        | 10          |         |
| NU   | 7   | John Watson         | Brabham-Alfa Romeo | 29      | Skrz. biegów  | 3           |         |
| NU   | 2   | Jochen Mass         | McLaren-Ford       | 28      | Silnik        | 8           |         |
| NU   | 23  | Patrick Tambay      | Ensign-Ford        | 14      | Silnik        | 16          |         |
| NU   | 3   | Ronnie Peterson     | Tyrrell-Ford       | 5       | Wypadek       | 18          |         |
| NU   | 11  | Gilles Villeneuve   | Ferrari            | 5       | Wypadek       | 20          |         |
| NU   | 27  | Jean-Pierre Jarier  | Ligier-Matra       | 3       | Silnik        | 17          |         |
| NU   | 5   | Mario Andretti      | Lotus-Ford         | 1       | Kolizja       | 1           |         |
| NU   | 51  | Noritake Takahara   | Kojima-Ford        | 1       | Kolizja       | 19          |         |
| NU   | 18  | Hans Binder         | Surtees-Ford       | 1       | Kolizja       | 21          |         |